# Jacques Berque
Jacques Augustin Berque (* 4. Juni 1910 in Frenda, Algerien; † 27. Juni 1995 in  Saint-Julien-en-Born, Département Landes, Frankreich) war ein französischer Islamwissenschaftler und Soziologe. Sein Fachgebiet war die Entkolonialisierung von Algerien und Marokko und allgemein die arabische Welt. Er war auch Übersetzer des Koran.

## Biografie
Berque wurde als Sohn französischer Eltern in Frenda in Algerien (jetzt in der Provinz Tiaret) geboren. Er war ein Pied-noir, d. h. ein weißer europäischer Siedler in Algerien. Sein Vater, Augustin Berque, war Orientalist. Jacques Berque war Absolvent der Universität von Algier und erhielt 1930 den Master-of-Arts-Grad. Er trat in die französische Armee ein und arbeitete von 1934 bis 1944 als Beamter in Marokko. Als solcher arbeitete er als Agronom und versuchte, die marokkanische Landwirtschaft und das Leben der Bauern zu verbessern. Später wurde er Verwalter des Stammes Seksawa bei Imi n’Tanout, Atlasgebirge. Ein fünfjähriger Aufenthalt unter ihnen führte zu dem Buch Structures Sociales du Haut-Atlas (1955, gleichzeitig Dissertation), das seinen wissenschaftlichen Ruf begründete. Das Werk gilt als eine solide Ethnographie der Berber. Seine letzten Jahre verlebte Jacques Berque in einer Region im Südwesten Frankreichs, aus der die Familie Berque stammt. Er starb in Saint-Julien-en-Born.

## Berufsweg
1947 wurde Berque ein Nahost-Experte für die UNESCO. 1953 wurde er nach Ägypten gesandt, die Rückkehr nach Paris erfolgte zwei Jahre später. Er wurde nach der Veröffentlichung seiner Dissertation Direktor für muslimische soziologische Studien an der École pratique des hautes études und ein Jahr später, 1956, Professor für die Gesellschaftsgeschichte des zeitgenössischen Islam am Collège de France; eine Stelle bekleidete er bis zu seiner Emeritierung im Jahr 1981. Später leitete er das Forschungsministerium (1981–1982) und das Bildungsministerium (1984–1985).

## Schriften
- Essai sur la méthode juridique maghrébine, Rabat, typogr. Marcel Leforestier, 1944
- Structures sociales du Haut Atlas, Presses Universitaire de France (PUF), Bibliothèque de sociologie contemporaine (Série B): Travaux du centre d’études sociologiques, 1955, Neuauflage 1978
- Histoire sociale d’un village égyptien au XXe siècle, 1957
- Al-Yousi. Problèmes de la culture marocaine au XVIIe siècle, 1958, 2001 (über den Sufi-Schriftsteller Abu Ali al-Hassan al-Yusi (1631–1691))
- Le Maghreb entre deux guerres, Le Seuil 1962, 1970, 1979
- Dépossession du monde, Edition Seuil 1964
- mit J. P. Charnay L’ambivalence dans la culture arabe, Paris: Anthropos 1967
- L’Égypte: impérialism et révolution, Gallimard 1967, 1980
- L’Orient second, Gallimard 1970
- mit J. Coutland, J. L. Duclos u. a. Les palestiniens et la crise israelo-arabe, Paris: Ed. Sociales 1974
- Langages arabes du présent, Gallimard 1974, 1980
- Nomades et vagabons, 1975
- mit J. Couleau Nous partons au Maroc, PUF 1977
- L’interieur de Maghreb. XVe–XIXe siécle, Gallimard 1978
- Arabies: entretiens avec Mirèse Akar, Stock 1978
- De l’Euphrate a l’Atlas, 2 Bände, Paris: Sindbad 1978, 1999
- L’Islam au défi, Gallimard 1980
- Andalousie, Paris, Sindbad 1982
- Ulémas, fondateurs, insurgés du Maghreb, XVIIe siècle, Paris: Sindbad 1982, Arles 1998
- L’Islam au temps du monde, La Bibliothèque de l’islam, Sindbad 1984, 2002
- Aspects de la foi de l’Islam, Brüssel 1985
- L’immigration à l’école de la République, rapport au ministre de l’Education nationale, CNDP, 1985
- Le Coran, Paris, Sindbad 1989, 1991 und Ed. Albin Michel 2002 (Übersetzung mit Kommentar)
- Relire le Coran, Albin Michel 1993
- Il reste un avenir, entretiens avec Jean Sur, Arléa, 1993
- Mémoires des deux rives, Paris: Ed. Seuil 1989 (Erinnerungen)
- Une cause jamais perdue. Pour une Méditerranée plurielle: écrits politiques (1956–1995), Albin Michel 1998
- Les Arabes suivi de Andalousies, Sindbad/Actes Sud 1997 (zuerst 1973 bzw. 1981)
- Les Arabes: L’Islam et nous, éd. Mille et une nuits 1997
- Le Liban second, Actes Sud 1999
- Opera Minora, Éditions Bouchène, 2 Bände 2001
- Musiques sur le fleuve, Albin Michel, 1996

### Schriften auf Deutsch
- Der Koran neu gelesen, Frankfurt am Main: Lembeck, 1995, ISBN 978-3-87476-310-3
- Die Araber, Stuttgart: Deutsche Bücherbund, 1961.